# Diederik Kettler zu Herdringen

Wapen Kettler / von Kettler

Diederik Kettler zu Herdringen (-1411) heer op Herdringen en van de Kettelburg
Hij was een zoon van Conrad IV Kettler (1315 - ca. 1380) en Mathilde (Mette) van Soest, (1320 - na 1358)
Diederik was in 1376 eigenaar van het Rittergut Herdringen met daarop de Kettelburg bij Arnsberg. De Kettelburg, op de plaats waar nu het Schloss Herdringen staat, was tot 1501 het stamslot van de familie. Hij trouwde met Elisabeth von Oer. Zij was een dochter van Heinrich von Oer heer van Oer. Elisabeth was weduwe van Lambert von Batenhorst, een zoon van Johann von Batenhorst en Adelheid NN. Uit zijn huwelijk is geboren:
- Margaretha (Grete) von Ketteler (1395-1455)

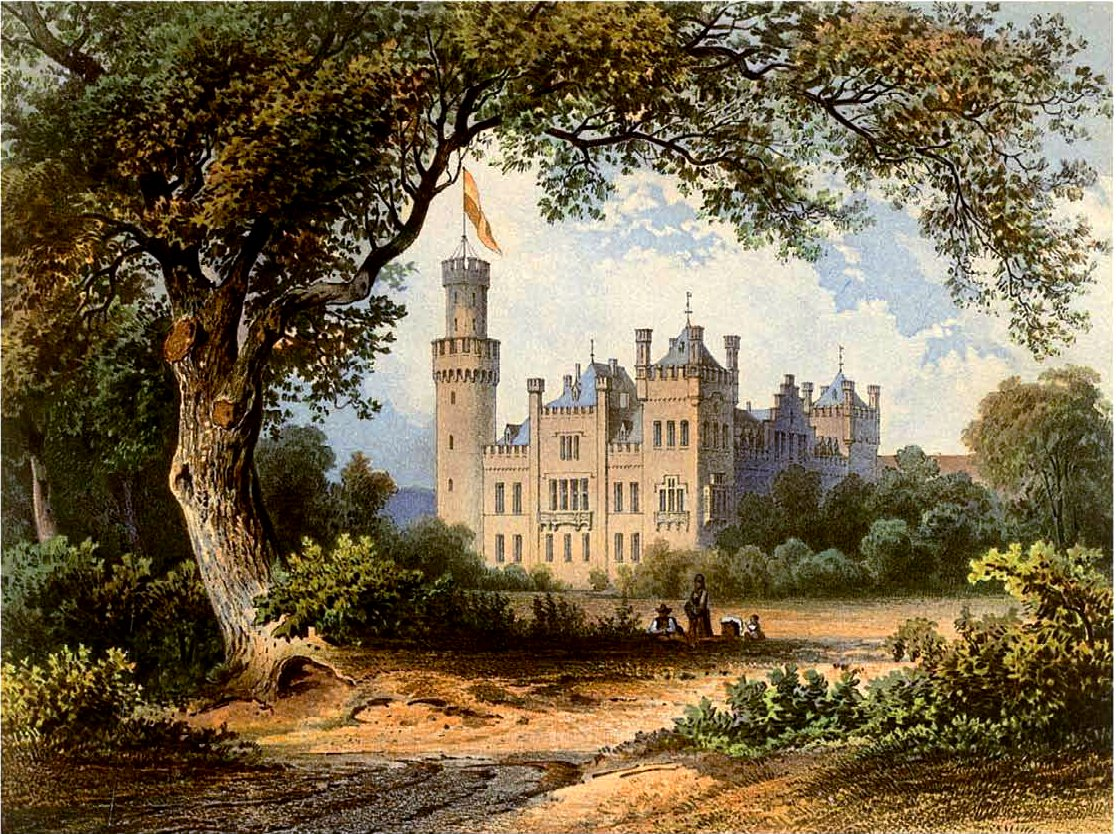
de Kettelburg thans Schloss Herdringen
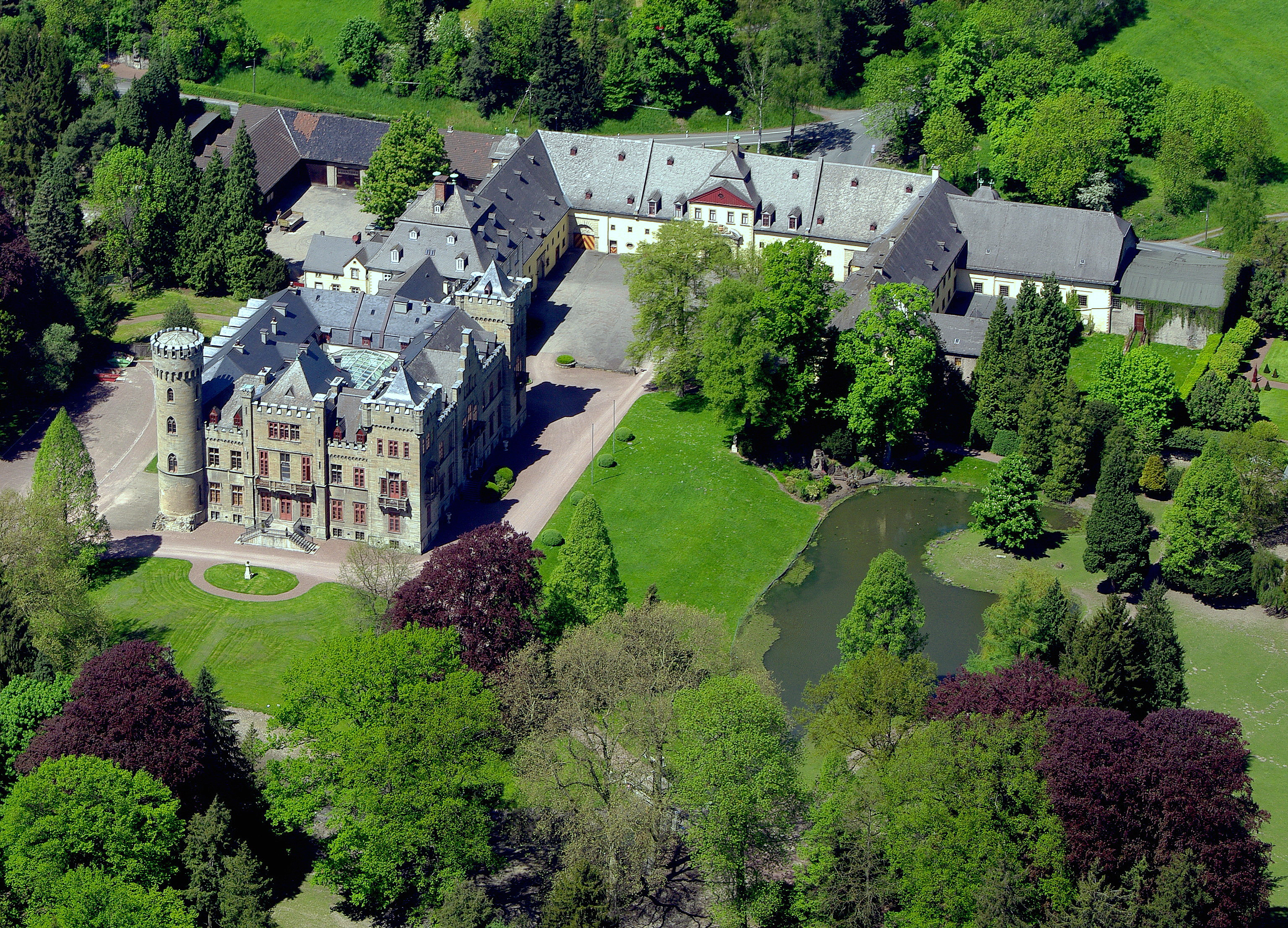
de Kettelburg thans Schloss Herdringen
Wapen van Batenhorst
Wapen van Oer